# Margarethe Selenka

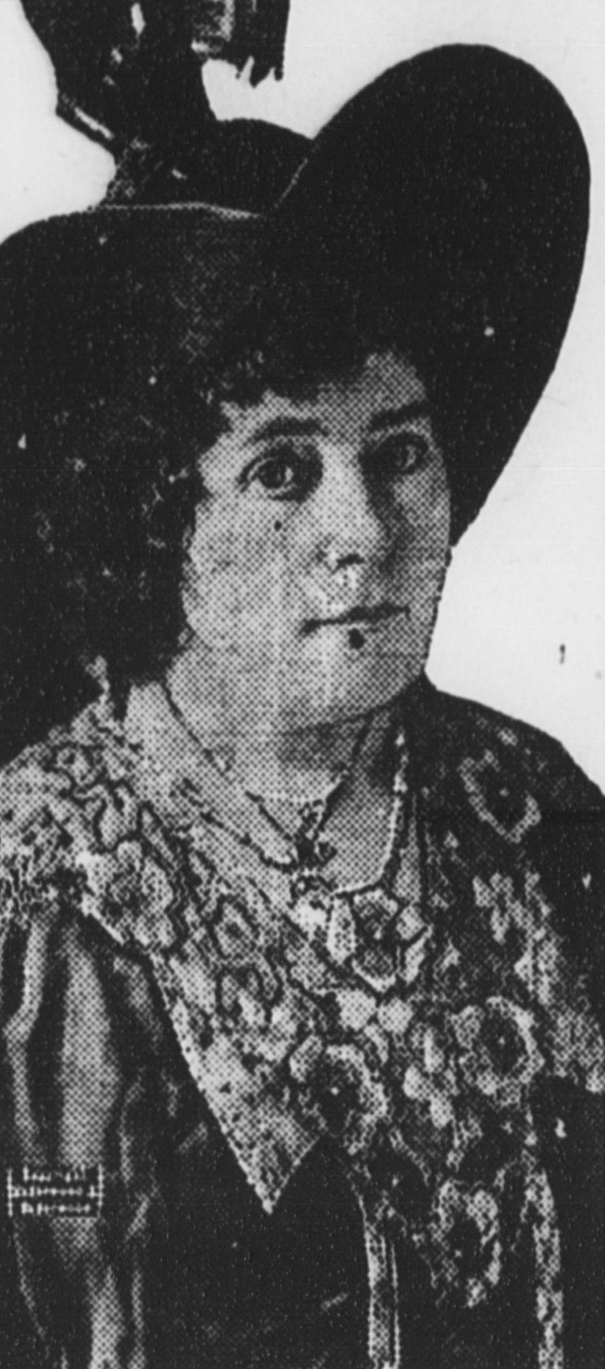
Margarethe Selenka omstreeks 1917

Lenore Margarethe Selenka-Heinemann (Hamburg, 7 oktober 1860 - München, 16 december 1922) was een Duits zoöloog, antropoloog, feminist en pacifist. Ze was een van de eerste vrouwelijke wetenschappers die internationale bekendheid vergaarden. Ze is vooral bekend van haar onderzoek naar mensapen en expedities naar Nederlands-Indië. 

## Levensloop
Selenka werd geboren als dochter van een koopman te Hamburg. In 1886 trouwde ze met de dichter Ferdinand Neubürger, maar een paar jaar later volgde een scheiding. In 1893 trouwde ze opnieuw met de zoöloog Emil Selenka, een hoogleraar in Erlangen en de weduwnaar van haar zuster. Onder invloed van haar tweede man begon ze paleontologie, antropologie en zoölogie te studeren en werkte als zijn assistent. In 1892 nam ze deel aan een door haar man georganiseerde wetenschappelijke expeditie naar Ceylon, Japan, China en Nederlands-Indië. Toen haar man ziek werd en terug moest keren naar Duitsland nam ze de leiding over de expeditie over en bleef gedurende enkele maanden in het binnenland van Borneo om daar mensapen te bestuderen. Terug in Duitsland schreef ze samen met haar man een reisverslag, dat in 1896 zou worden gepubliceerd onder de naam Sonnige Welten- Ostasiatische Reiseskizzen.
Het echtpaar Selenka ging in 1895 in München wonen, waar Margarete aan de universiteit uiteindelijk hoogleraar werd. Ze raakte in deze tijd bevriend met de feministen Anita Augspurg en Lida Gustava Heymann, en zo betrokken bij de feministisch-pacifistische beweging, die een verband legde tussen huiselijk geweld tegen vrouwen en oorlog. Selenka was ervan overtuigd dat oorlogen in de toekomst voorkomen konden worden door dialoog en de vorming van een internationale rechtsorde. Ze ijverde met Augspurg voor vrouwenstemrecht en het gelijkstellen van mannen en vrouwen voor de Duitse wet en was een van de eerste leden van het Verband fortschrittlicher Frauenvereine (VfFV), de feministische organisatie van Duitsland. In 1899 organiseerde ze de eerste internationale demonstratie voor vrede.
De Selenka's waren geïntrigeerd geraakt door de ontdekking van fossielen van de Javamens door Eugène Dubois in 1891. Dubois beweerde een tussenvorm tussen mensen en aapachtigen gevonden te hebben, maar niet alle geleerden deelden zijn mening. Emil Selenka wilde het debat beslechten door een nieuwe expeditie naar Java te organiseren om meer fossielen te vinden. In 1902 stierf hij echter en Margarete Selenka zette zijn werk voort. Dit mondde uit in de door haar geleide Selenka-Trinil-expeditie van 1907-1908. Tijdens de expeditie werd de plek waar de Javamens gevonden was opnieuw onderzocht. Hoewel de expeditie geen nieuwe fossielen van de Javamens vond, werden wel veel fossielen van andere soorten gevonden en werd de stratigrafie nauwkeuriger is kaart gebracht dan Dubois had gedaan. Het verslag van de expeditie, dat door Selenka samen met de geoloog Max Blanckenhorn werd uitgegeven, werd internationaal geprezen om zijn zorgvuldige benadering. Veel van de positieve reacties waren afkomstig van Dubois' critici, zoals de Britse anatoom Arthur Keith. Aan het einde van de 20e eeuw is het rapport echter fout geciteerd door creationisten, die beweerden dat het bewijs bevatte dat de javamens geen voorouder van moderne mensen kan zijn.
In 1904 was Selenka afgevaardigde van het VfFV op een internationale vredesconferentie in Boston. Na een ruzie met Augspurg en Heymann verliet ze de VfFV en sloot ze zich aan bij de Bund für Mutterschutz und Sexualreform (BfMS) van haar vriendin, de feministe Helene Stöcker. In 1915 nam ze deel aan een internationale vredesconferentie in Den Haag, gericht tegen de op dat moment net begonnen Eerste Wereldoorlog. Net als andere vredesactivisten tijdens de oorlog werd Selenka onder huisarrest geplaatst door de Duitse regering.